# بلتيزين تكوتلي

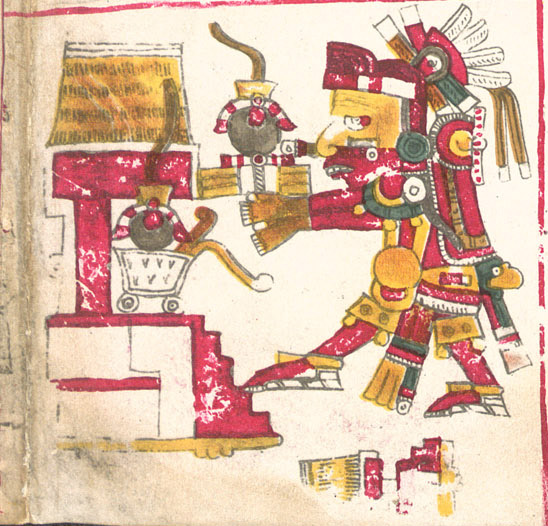
بلتيزين تكوتلي

بلتيزين تكوتلي (بالإنجليزية: Piltzintecuhtli)‏ في أساطير الأزتك كان إله الشمس المشرقة، والشفاء. والرؤى المرتبطة بالإله توناتيوه. الاسم يعني «الأمير الشاب». ربما كان اسمًا آخر لـ توناتيوه، ولكنه ذكر أيضًا كفرد فريد من نوعه، وهو زوج شوتشيكيتزال. كان سيد الساعة الثالثة من الليل. قيل أن بلتيزين تكوتلي هو ابن أوكسوموكو وسيباكتونال (أول رجل وامرأة تم خلقهما) وكان يُنظر إليه على أنه حامٍ للأطفال. يُعرف أيضًا باسم «السبعة أزهار»، وكان أيضًا إلهًا للنباتات الملساء، بما في ذلك الفطر. كان يعتبر والد سنتيوتل، إله تم التضحية به من أجل جلب النباتات.